# Heartbeat (televisieserie 1992)

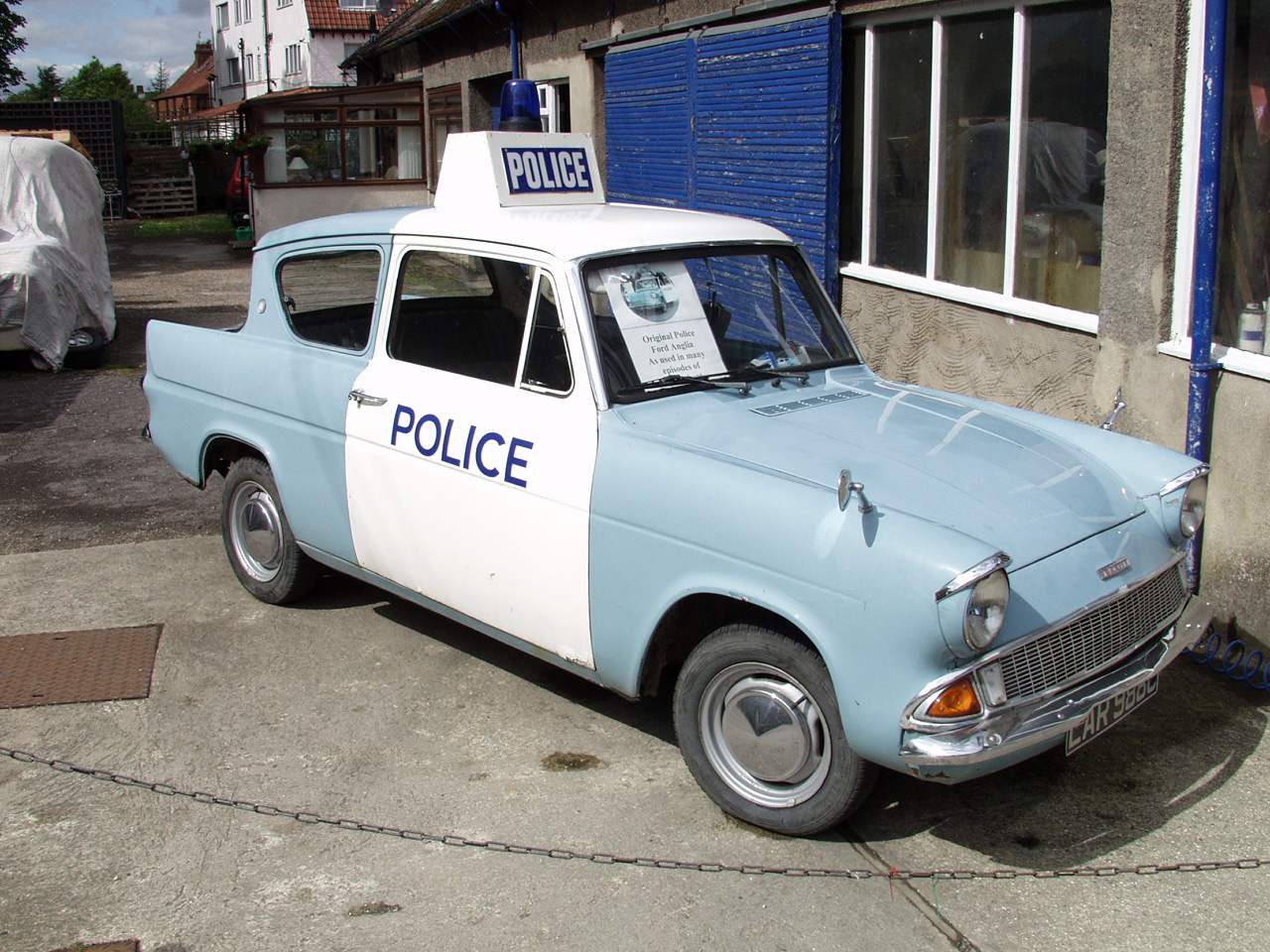
Ford Anglia als standaard politiewagen. In de serie heeft de wagen het callsign Delta Alfa 24.

Heartbeat is een Britse dramaserie gebaseerd op de boeken van Peter Walker die onder het pseudoniem Nicholas Rhea de "The Constable Series" schreef waar Yorkshire Televison de rechten van bemachtigde. Het werd uitgezonden van 1992 tot en met 2010, waarna de serie geannuleerd werd.
Er werd hoofdzakelijk gefilmd in Goathland (Aidensfield), Grosmont (Ashfordly) en Whitby in Yorkshire. De fictieve plaatsjes in de serie zijn Aidensfield, waar de lokale politieagent de orde moest bewaren, en Ashfordly waar het politiebureau zich bevond en de politiechef en zijn drie à vier agenten de orde moesten handhaven voor de gehele regio.
De naam betekent the heart of the beat of in het hart van het district. Tevens duidt het op de liefdesperikelen van de karakters in de serie.

## Productie
De serie werd door Yorkshire Television in The Leeds Studios geproduceerd voor Independent Television (ITV). Op 10 april 1992 ging de serie in Engeland in première met 12 miljoen kijkers en de daarop volgende afleveringen waren goed voor 10 miljoen kijkers. In 2001 stond de serie op de UK TV Ratings op de zesde plaats met 13,8 miljoen kijkers, en in 2003 wederom op de zesde plaats met 12,8 miljoen kijkers. In het najaar van 2006 werd de driehonderdste aflevering uitgezonden onder het zestiende seizoen. Het zeventiende seizoen kende een onderbreking van een paar maanden. Op 24 december 2009 zijn 372 afleveringen over 18 seizoenen uitgezonden. Officieel werd er een pauze in de serie gelast om ongetoonde afleveringen in te halen, onofficieel werd beweerd dat de serie definitief geannuleerd zou zijn vanwege het gebrek aan reclame-inkomsten. De spin-off The Royal, die zich in het plattelandsziekenhuis van North-Yorkshire afspeelt, werd ook in 2009 in de kast gezet. Op 25 juni 2010 werd door BBC Entertainment gemeld dat de serie officieel geannuleerd was.

## Internationale bekendheid
De serie werd (of wordt) ook in een reeks andere landen uitgezonden, waaronder:
- België (één)
- Denemarken (TV2 Charlie) Små og store synder (Kleine en grote zonden)
- Duitsland
- Engelstalige landen: Australië: (ABC), Canada: (TV Ontario), Groot-Brittannië: (ITV), Ierland: (TV3), Nieuw-Zeeland: (TV One)
- Estland (ETV) Südameasi (Zaken van het hart)
- Finland (YLE TV1) Sydämen asialla (Zaken van het hart)
- Noorwegen (NRK) Med hjartet på rette staden (Met het hart op de juiste plaats)
- Nederland (Nederland 2 vervolgens SBS6)
- Zweden (TV4) Tillbaka till Aidensfield (Terug naar Aidensfield)

Op de Deense zender TV2 Charlie wordt de serie al jaren dagelijks met twee afleveringen tussen 17:30 en 19:30 uitgezonden en is nog steeds goed bekeken.

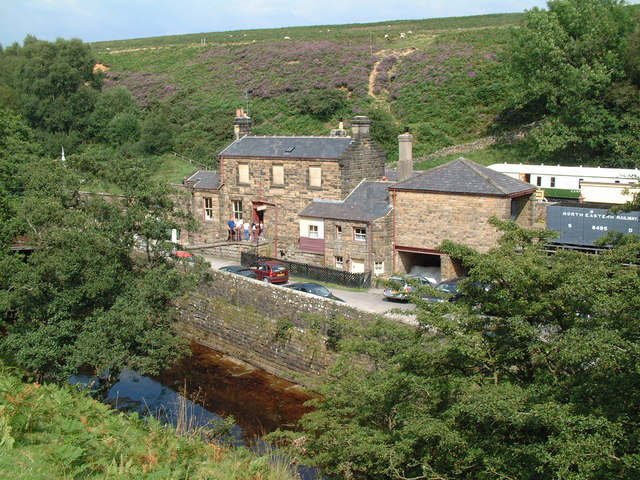
Goathland Station (Aidensfield station) werd veelvuldig gebruikt in de serie.

## Opbouw van de serie

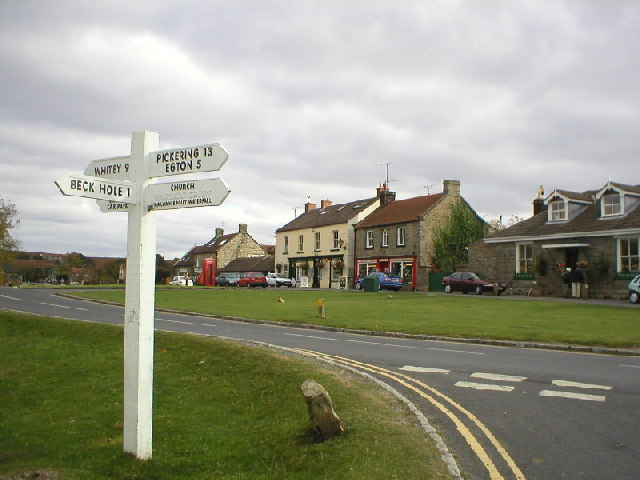
Postkantoor en winkeltjes van Goathland, die vaak het decor vormen voor de serie Heartbeat.

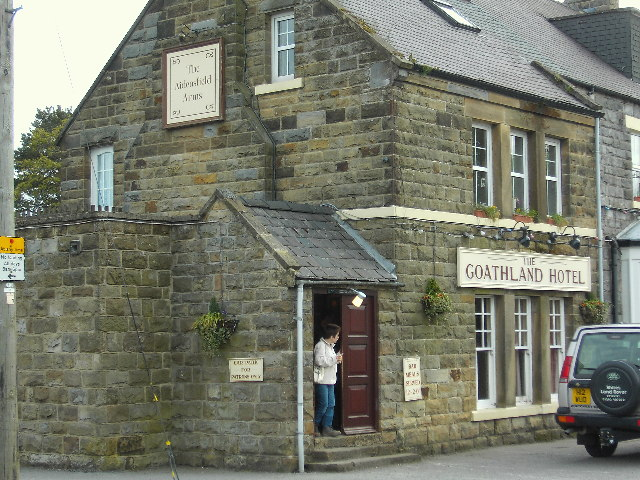
Goathland Hotel is de set voor de Aidensfield Arms

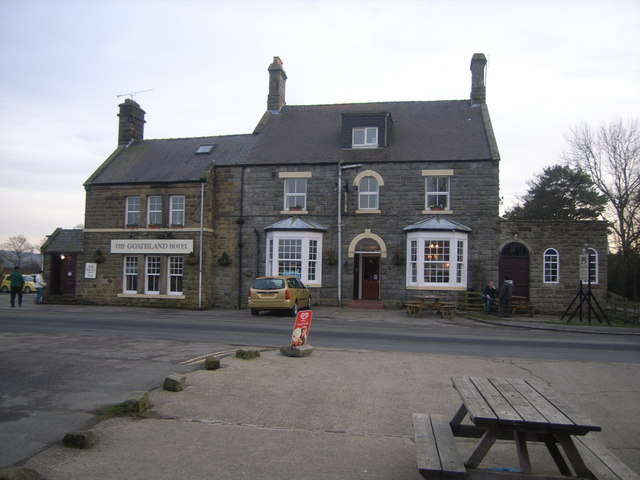
Goathland Hotel als Aidensfield Arms als de pub van Aidensfield.

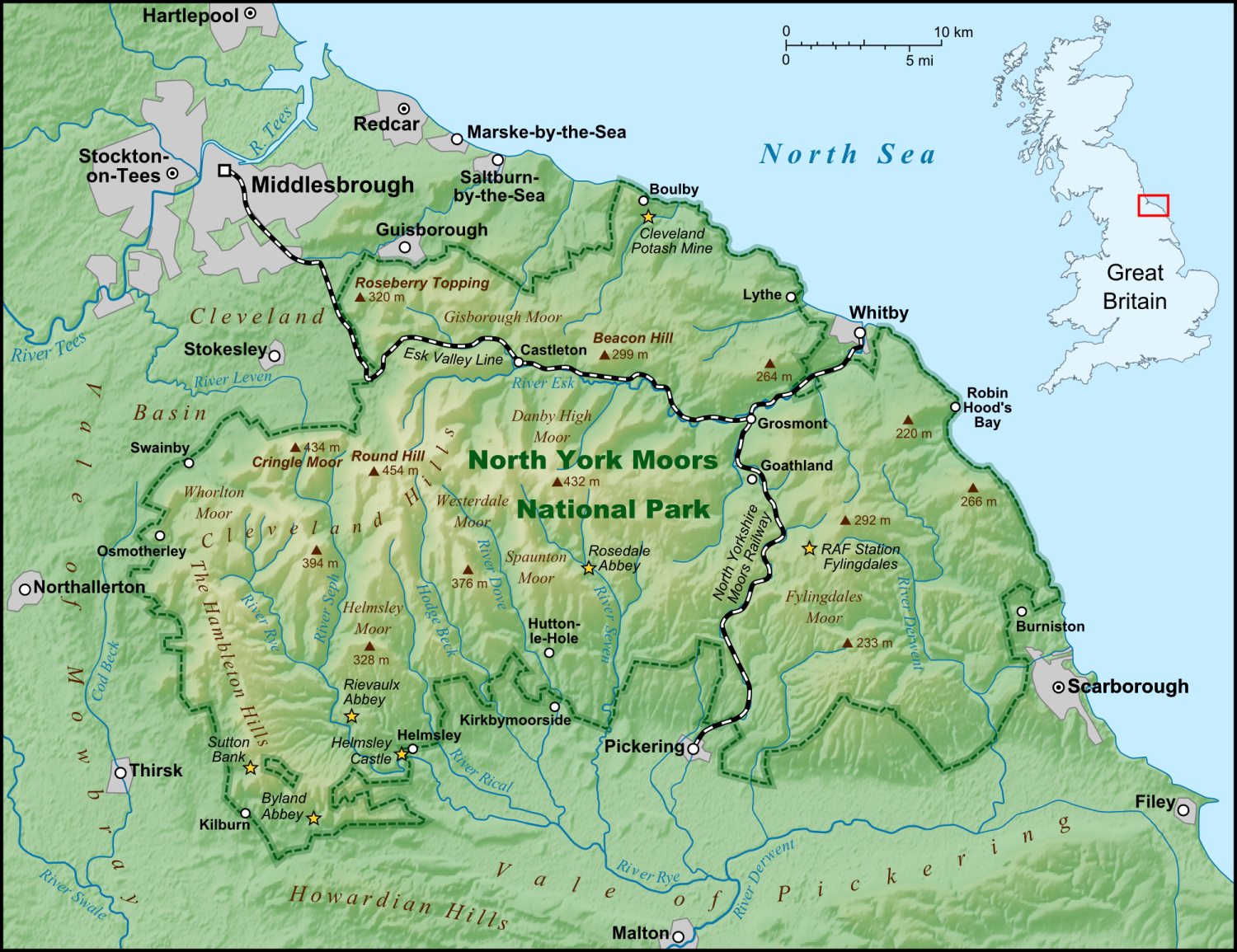
North York Moors.

De politie heeft het altijd druk met zowel criminele zaken die door de gehele aflevering worden uitgewerkt en uiteindelijk altijd opgelost alsook de kleine zonden van een van de lokale bewoners die overal geld uit probeert te slaan. Elke aflevering heeft deze twee verhaallijnen als een rode draad in alle seizoenen van deze serie. Belangrijke herkenningspunten zijn: Ashfordly Police station, Aidensfield Police house, Aidensfield Arms (De lokale herberg), Ashfordly Hall en het bijbehorende landgoed (Lord Ashfordly), Scripps Garage (Bernie Scripps) en Browhousefarm (Huis van Claud Jeremiah Greengrass, David, Vernon en Peggy).
Oscar Blaketon begint als sergeant op het politiebureau maar na zijn aftreden neemt hij al snel de Adensfield Arms over en probeert van daaruit de detective te spelen samen met zijn voormalige collega Alf Ventres.
In de eerste vier seizoenen werd gefocust op de politieman Nick Rowan en zijn vrouw dokter Kate Rowan. Hij werd toegewezen aan het politiehuis van Aidensfield in het hart van North Yorkshire Moor en is verbonden aan het politiestation in Ashfordly. Zijn latere opvolgers in de serie behouden ook deze functie.
De eerste seizoenen waren wat grimmig van aard, en werden er thema's aangesneden zoals mond- & klauwzeer, motorbendes, vrije seks, huiselijk geweld, protestacties, kraakbewegingen en drugsmisbruik latere seizoenen worden meer gebaseerd op kinderbescherming, voorbehoedsmiddelen, alcoholisme, professionele criminaliteit, heling en gokverslaving.
Ook spelen de doktoren en verpleegsters een belangrijke rol in het opklaren van mysteries of het liefdesleven van de agenten. De meeste doktoren van Aidensfield komen dramatisch om het leven. Dokter Ferrenby krijgt een hartaanval en verdrinkt, Kate Rowan overleed aan leukemie, Neil Bolton komt om bij een brand, Tricia Sommerbee valt van haar paard en sterft aan haar verwondingen en Hellen Trent komt om bij een explosie. Dokter Liz daarentegen trouwt met de verpachter van Lord Ashfordly en verhuist naar Afrika.
Een ander vast gegeven is de liefdesverhouding tussen de agent Phill Bellamy en de eigenaresse van zijn lokale herberg Gina Ward. Dat geeft problemen op regulair gebied. Seizoenen lang werd er door die twee geflirt.
Een mysterie dat nooit is opgelost is Mevrouw Ventress, de vrouw van agent Alf Ventress. Ze werd haast iedere aflevering genoemd, of via de telefoon met haar gesproken. Deze karakter kwam echter nimmer in beeld. Desondanks is mevrouw Ventress een karakter die gedurende de serie beter bekend werd. Zo kon Alf erop rekenen dat wanneer hij iets doms gedaan had, hij beter bij een collega kon overnachten. Dat was bijvoorbeeld het geval bij een van zijn nachtdiensten in de koude winter. Hij vond op het station een behaaglijke plek in de trein, en viel er in slaap. Wakker geworden bemerkte hij al gauw dat hij niet meer in Aidensfield was. Daarop belde hij naar het station en instrueerde zijn jongere collega om zijn vrouw te informeren, dat hij op onderzoek uit was, en zijn sergeant in het ongewisse te laten. De waarheid kwam echter boven tafel.
Claud Jeremiah Greengrass is een doorn in het oog van de lokale politie. Zijn kleine zonden zijn irritant, maar leveren nooit een arrestatie op. Ook zijn navolgers Vernon Scripps en Peggy Amstrong weten hoe men op vele manieren vlug geld kan verdienen. Deze liepen echter bijna altijd uit op niets.
David, een volwassen man met een kinderbrein en goedgelovig, is hun hulpje en werd daar vaak het slachtoffer van.

## Situering
Heartbeat speelde zich af in het plaatsje Aidensfield, dat in werkelijkheid Goatland heet, en in Ashfordly (Grosmont). Beide plaatsen liggen aan de treinverbinding Pickering - Goatland - Grosmont - Whitby. Whitby is een havenplaats aan de Noordzee, en werd regelmatig gebruikt voor scènes in de serie.

## Acteurs
Overzicht van vaste of regelmatig terugkerende acteurs met 20 of meer afleveringen in de serie:
| Acteur             | Rol                        | Plaats                                    | Jaar (Jaren)    | Aantal afleveringen | Exit |
| ------------------ | -------------------------- | ----------------------------------------- | --------------- | ------------------- | --- |
| Nick Berry         | Nick Rowan                 | Aidensfield Police House                  | 1992–1998       | 96 afleveringen     | Geëmigreerd naar Canada, hij was ook de zanger van het introfilmpje.                                                             |

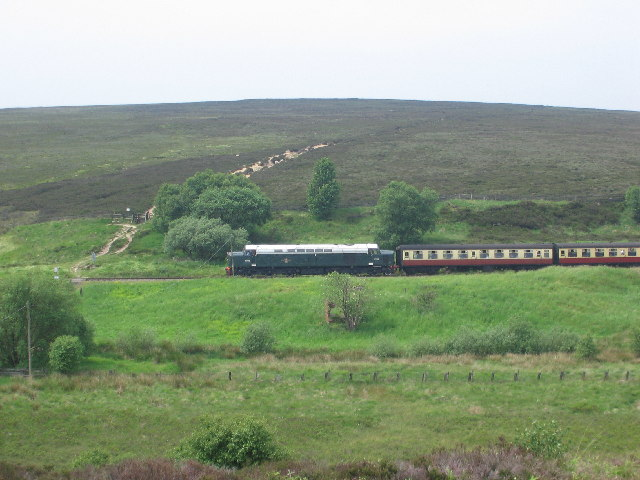
De trein van Pickering naar Gromont

| Niamh Cusack       | Kate Rowan                 | Aidensfield Police House                  | 1992-1995       | 49 afleveringen     | Overleden aan acute leukemie |
| Derek Fowlds       | Oscar Blaketon             | Ashfordly Police Station Aidensfield Arms | 1992-2009       | 342 afleveringen    | Laatste aflevering |
| William Simons     | Alf Ventress               | Ashfordly Police Station                  | 1992–2009       | 355 afleveringen    | Laatste aflevering |
| Bill Maynard       | Claude Jeremiah Greengrass | Brow House Farm                           | 1992-2000       | 155 afleveringen    | Blijkt geëmigreerd naar Australië                                                                                                |
| Mark Jordan        | Philip Bellamy             | Ashfordly Police Station                  | 1992–2007       | 324 afleveringen    | Neergeschoten |
| Rupert Vansittart  | Lord Charles Ashfordly     | Ashfordly Hall                            | 1992–2007       | 75 afleveringen     | Laatste aflevering |
| Stuart Golland     | George Ward                | Aidensfield Arms                          | 1992–1996       | 67 afleveringen     | Door gezondheidsproblemen verhuisd                                                                                               |
| Frank Middlemass   | Alex Ferrenby              | Aidensfield practice                      | 1992-1993       | 20 afleveringen     | Hartaanval bij het vissen en als gevolg verdronken.                                                                              |
| Tricia Penrose     | Georgina Gina Ward         | Aidensfield Arms                          | 1993-2009       | 338 afleveringen    | Laatste aflevering |
| David Lonsdale     | David Stockwell            | Brow House Farm Scripps Garage            | 1993, 1995-2009 | 259 afleveringen    | Laatste aflevering |
| Anne Stallybrass   | Eileen Reynolds            | Aidensfield Police House                  | 1993, 1995-1998 | 42 afleveringen     | - |
| Juliette Gruber    | Jo Weston                  | Aidensfield Police House                  | 1995-1998       | 36 afleveringen     | Geëmigreerd naar Canada |
| Alice Jones        | Katie Rowan                | Aidensfield Police House                  | 1995-1998       | 32 afleveringen     | Geëmigreerd naar Canada |
| Kazia Pelka        | Maggie Bolton              | Ashfordly Hospital Verpleegster           | 1995-2001       | 99 afleveringen     | verhuisd naar een andere regio                                                                                                   |
| Peter Benson       | Bernie Scripps             | Scripps Garage                            | 1995-2009       | 234 afleveringen    | Laatste aflevering |
| David Michaels     | Neil Bolton                | Ashfordly Hospital                        | 1997-1999       | 29 afleveringen     | Omgekomen bij een brand |
| Jason Durr         | Mike Bradley               | Aidensfield Police House                  | 1997-2003       | 128 afleveringen    | Verhuisd naar een andere regio                                                                                                   |
| Philip Franks      | Raymond Craddock           | Ashfordly Police Station                  | 1998-2002       | 80 afleveringen     | Overplaatsing naar een andere regio                                                                                              |
| Arbel Jones        | Mary Clarke                | Aidensfield Arms                          | 1998-1999       | 23 afleveringen     | Verhuis terug naar Liverpool |
| Fiona Dolman       | Jackie Lambert             | Aidensfield Police House                  | 1998-2001       | 54 afleveringen     | Verhuisd |
| Clare Calbraith    | Tricia Sommerbee           | Aidensfield practice                      | 2001-2002       | 42 afleveringen     | Valt van een paard en sterft aan haar verwondingen                                                                               |
| Sarah Tansey       | Jenny Latimer              | Aidensfield practice                      | 2001-2002       | 69 afleveringen     | Valt in een depressie en moet daardoor verhuizen.                                                                                |
| Geoffrey Hughes    | Vernon Scripps             | Brow House Farm Scripps Garage            | 2001-2005, 2007 | 88 afleveringen     | Vlucht voor de belastingdienst en in scène zet zijn dood. Hij komt nog eenmaal terug om wat zaken met zijn broer af te handelen. |
| Duncan Bell        | Dennis Iain Merton         | Ashfordly Police Station                  | 2002-2005       | 71 afleveringen     | Moet voor zijn vrouw Jenny zorgen nadat die in een depressie is geraakt.                                                         |
| Richard Lintern    | Ben Norton                 | Ashfordly Estate                          | 2002-2004       | 21 afleveringen     | Trouwt met de Liz Merrick en verhuisd naar Afrika.                                                                               |
| Aislín McGuckin    | Liz Merrick                | Aidensfield practice                      | 2003-2004       | 46 afleveringen     | Trouwt met de verpachter van Lord Ashfordly en verhuisd naar Afrika.                                                             |
| James Carlton      | Stephen "Steve" Crane      | Aidensfield Police House                  | 2003-2004       | 35 afleveringen     | Sterft bij een reddingsactie van een kind.                                                                                       |
| Sophie Ward        | Helen Trent                | Aidensfield practice                      | 2004-2006       | 40 afleveringen     | Door een explosief in haar huis om het leven gebracht.                                                                           |
| Vanessa Hehir      | Rosie Cartwright           | Scripps Garage                            | 2004-2007       | 72 afleveringen     | Geëmigreerd naar Australië Later in de serie blijkt ze te zijn vermoord.                                                         |
| Jonathan Kerrigan  | Rob Walker                 | Aidensfield Police House                  | 2004-2007       | 73 afleveringen     | Verhuisd naar een andere regio                                                                                                   |
| Josefina Gabriella | Debbie Bellamy-Black       | Aidensfield                               | 2005-2006       | 10 afleveringen     | Gaat er met haar (ex) van door                                                                                                   |
| Steven Blakeley    | Geoffrey Younger           | Ashfordly Police Station                  | 2005-2009       | 102 afleveringen    | Laatste aflevering |
| John Duttine       | George Miller              | Ashfordly Police Station                  | 2005-2009       | 106 afleveringen    | Laatste aflevering |
| Gwen Taylor        | Peggy Armstrong            | Brow House Farm                           | 2005-2009       | 98 afleveringen     | Laatste aflevering |
| Clare Wille        | Rachel Dawson              | HQ                                        | 2006-2009       | 98 afleveringen     | Laatste aflevering |
| Lisa Kay           | Carol Cassidy              | Aidensfield Police House                  | 2006-2009       | 71 afleveringen     | Laatste aflevering |
| Joseph McFadden    | Joe Mason                  | Aidensfield Police House                  | 2007-2009       | 48 afleveringen     | Laatste aflevering |
| Rupert Ward-Lewis  | Don Wetherby               | Ashfordly Police Station                  | 2007-2009       | 42 afleveringen     | Laatste aflevering |
| Nikki Sanderson    | Dawn Bellamy               | Aidensfield Arms                          | 2008-2009       | 30 afleveringen     | Laatste aflevering |

### Mark Jordonals Phillip "Phil" Montgomery Bellamy enTricia Penroseals Georgina "Gina" Ward
Pc Phil Bellamy is er vanaf de eerste aflevering bij tot aan zijn exit in het zestiende seizoen, waar hij werd neergeschoten.
Phil Bellamy was de politie agent van het lokale politiestation in Ashfordly. Ashfordly is zijn beat (district). In het begin is hij wat nonchalant en naïef en loopt regelmatig een blauwtje, maar werd later in de serie een volwassen agent.
Als George van de Aidensfield Arms gezondheidsproblemen krijgt, komt zijn nicht Gina Ward hem helpen. Zij blijft vanaf dat moment een vast personage van de serie. Hoewel in het begin een normaal teenager groeit Gina op en leert de verantwoording te dragen voor de pub. Gina is echter ongelukkig in de liefde, en menigmaal blijkt haar nieuwe vriendje een ander te hebben, of crimineel te zijn, waardoor de lokale politie hem komt oppakken. Ook later bemoeit Oscar zich regelmatig met haar liefdesleven. Gina, is later de eigenaresse van de Aidensfield Arms en Phil is haar nieuwe liefde en samen kregen ze een te vroeg geboren baby die na drie dagen overleed. Hierdoor groeiden ze weer uit elkaar.
Phil Bellamy ontmoet later de alleenstaande moeder van drie, Debbie Black, met wie hij korte tijd later trouwt. Het huwelijk duurt echter niet lang als blijkt dat de eerste man van Debbie niet dood is maar haar heeft verlaten en aangezien het huwelijk met hem nooit ontbonden is geweest is Phil weer een vrij man.
Phil en Gina komen later weer samen en uiteindelijk trouwen zij. Gina blijkt korte tijd later zwanger te zijn.
Phil werd uiteindelijk doodgeschoten als hij een jongen probeert te beschermen.

### William Simonsals Alfred "Alf" Ventress
Het karakter Alf Ventress (gespeeld door William Simons) heeft vanaf het begin af een belangrijke rol gespeeld. Alf is politieagent die liever achter zijn bureau zit met een hard gekookt eitje, dan dat hij eropuit moet. Zijn lokale kennis is enorm en overgaat het lokale politie archief. Verder rookt hij een sigaretje zo vaak als mogelijk is en komt hij nog weleens in problemen met zijn interesse voor gokspelletjes en het wedden op paardenrennen.
Na zijn pensionering werd er op het politiebureau een baantje gecreëerd als civiel agent, waarbij hij zich meer gaat richten op de ondersteuning van het corps en het station bemant wanneer de agenten worden uitgezonden. Samen met Oscar Blaketon die als privédetective werkt, lossen ze allerlei problemen op, waarbij Oscar op de kennis van Ventress vertrouwd.
Alf Ventres is getrouwd met de veel besproken Mrs. Ventress. Zijn vrouw komt echter nooit in beeld.

### Derek Fowldsals Oscar Blaketon
Oscar Blaketon was in de eerste seizoenen sergeant van het politie station in Ashfordly. Het politiewerk neemt hij zeer serieus totdat hij met pensioen gaat vanwege hartklachten. Korte tijd werkt hij als eigenaar van het lokale postkantoor waarna hij samen met Gina de Aidensfield Arms gaat runnen. De tegenhanger in de serie, Claude Jeremiah Greengrass, is hem een doorn in het oog en Oscar doet er dan ook alles aan om hem te kunnen arresteren en op te sluiten achter slot en grendel.

### Bill Maynardals Claud Jeremiah Greengrass en David

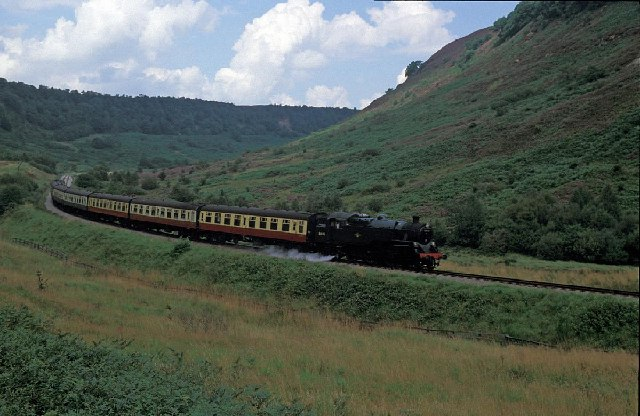
De trein uit de serie Heartbeat, welke Claud Jeremia Greengrass kaapte.

Claud Jeremiah Greengrass is een slungel die overal wel een slaatje uit denkt te slaan. Zijn grijns en het knipperen met zijn ogen bewijzen echter hoe het werkelijk met hem gaat. Zijn vaste uitspraak: I'm nearly an old age pensioner werd regelmatig aangewend om straf te willen ontlopen. Verder loopt hij altijd in zijn oude kleren en is hij regelmatig te vinden op het landgoed van Lord Ashfordly, waar hij op fazanten en konijnen jaagt.
Zijn meest gevaarlijke actie stamt uit een aflevering waar hij met zijn vriend Martin Oppeshaw in een dronken bui de lokale trein kaapt en ze samen al lallend door het landschap rijden.
Aangezien David niet de slimste van de klas is, en zijn moeder niet meer voor hem kan zorgen, en Greengrass vermoedt dat daar misbruik van gemaakt kan worden neemt Greengrass hem onder zijn hoede. Op zijn beurt maakt Greengrass wel misbruik van die situatie om bepaalde klusjes op te knappen waardoor David vaak in de problemen komt.
Alfred is de hond van Greengrass. Deze werd in de loop van de 14 seizoenen 4 keer vervangen (overigens allemaal teefjes). Waar David was, daar was Alfred ook.

## Speciale afleveringen
- Heartbeat: Changing Places (13 juni 1999): Als Nick Rowan en Jo Weston met kleine Katie in aflevering 98 naar Canada emigreren, wordt er een speciale aflevering gemaakt over het nieuwe leven in Canada en Nicks werk in de Royal Canadian Mounted Police. Er werd een video uitgegeven en het jaar daarop werd het op tv vertoond.
- 10 Years of Heartbeat (14 april 2002): Als tien jaar gepasseerd zijn wordt er een documentaire getoond met de herinneringen en verhalen van de huidige en vroegere acteurs en medewerkers van de serie. Ook gastacteurs verhalen hun herinneringen.
- Heartbeat: Christmas Album (18 december 2005): Een speciale aflevering waar terug gekeken wordt op de kerstafleveringen van voorbije jaren. Ook was er een voorbeschouwing op de kerstaflevering van het vijftiende seizoen, aflevering 12. Deze aflevering met de naam "Auld Acquaintance" (Oude bekenden) werd diezelfde avond uitgezonden.
- Heartbeat: Farewell Phil (24 december 2007): Een eenmalige aflevering ter herinnering aan het personage Phil Bellamy. In seizoen 17, aflevering 6 "Touch And Go", eindigde de Heartbeat-carrière van Mark Jordan als zijn personage wordt neergeschoten, in een verzoek om een kind te redden. De avond erop wordt de documentaire getoond waarin Mark Jordon terugkijkt op de ruim 16 seizoenen Heartbeat met zijn medeacteurs.

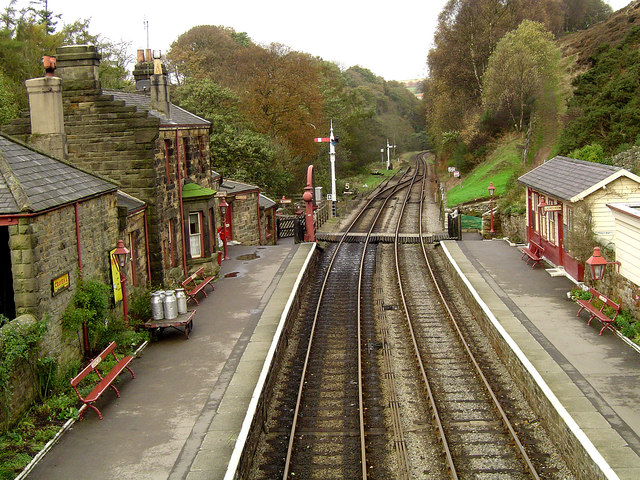
Treinstation van Goathland (Aidensfield Station)

## Prijzen
Enkele nominaties en prijzen:
- 1995 - ITV Programma van het jaar (TRIC Award) - winnaar
- 1998 - ITV Programma van het jaar
- 1998 - National Television Award - Meest populaire nieuwkomer - Jason Durr - nominatie
- 1999 - Beste prime time drama winnaar
- 2007 - Beste Europese drama (winnaar NRKs Top 10)
- 2008 - Beste Britse drama (Genomineerd door ITV) winnaar

## Galerij

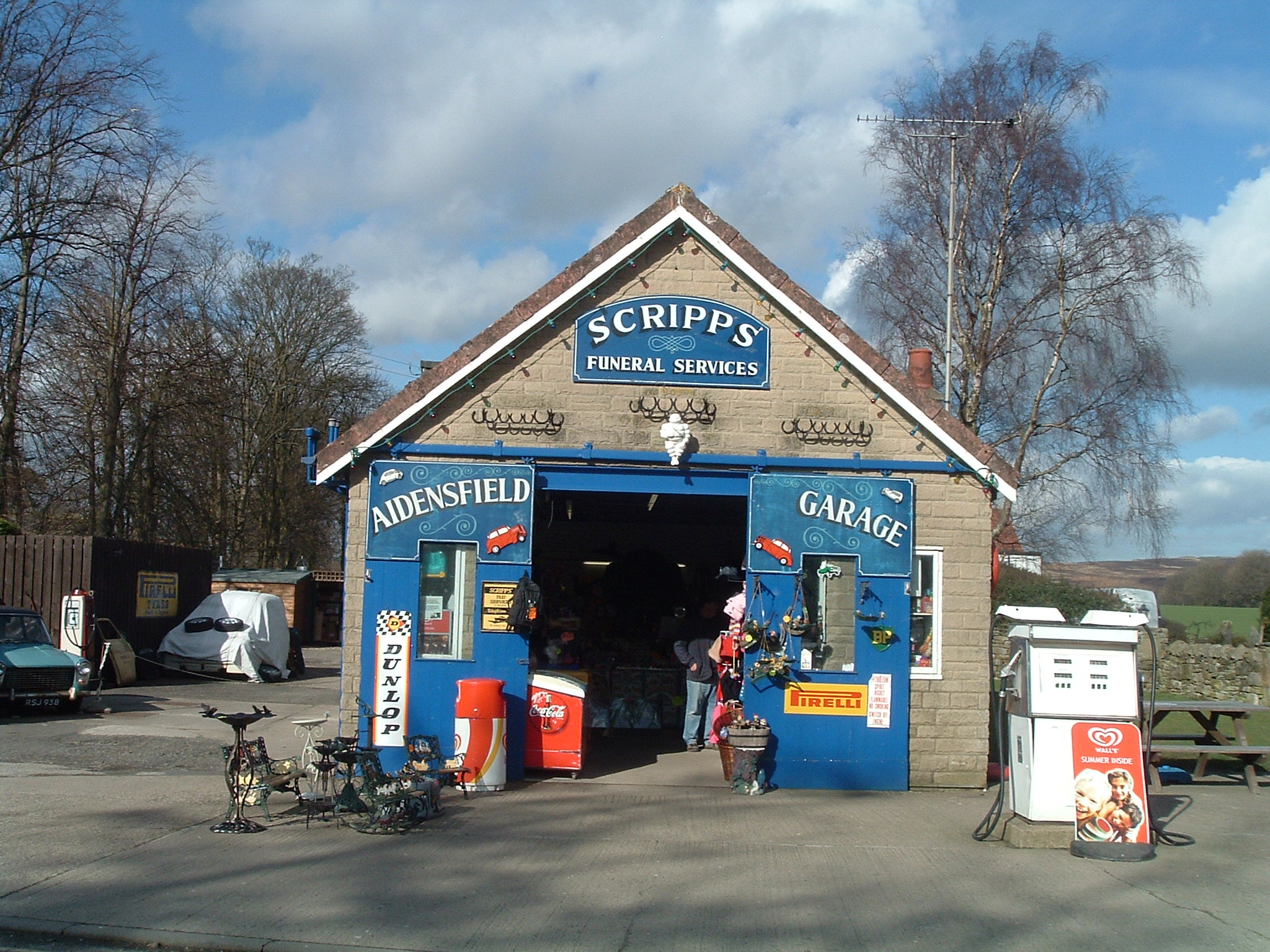
Garage van Bernie Scripps
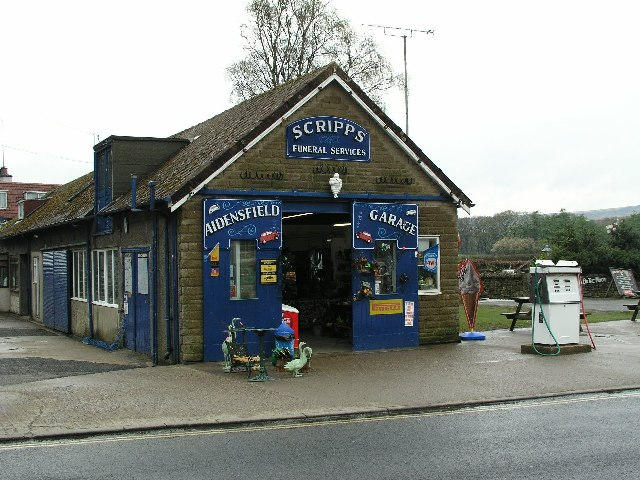
Garage van Bernie Scripps
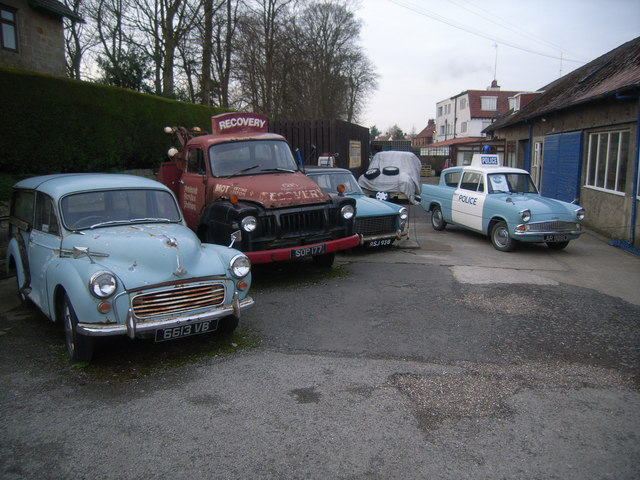
Oude modellen uit de serie
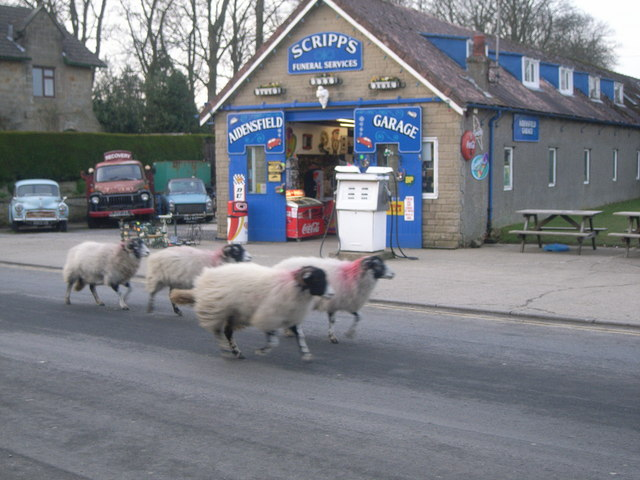
Scripps Garage
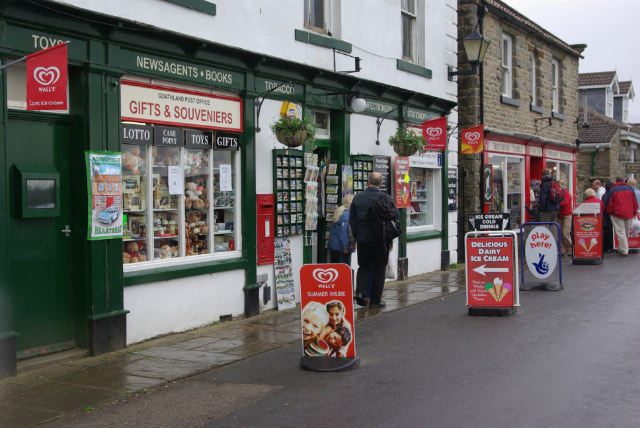
Aidensfield winkeltjes in Goathland
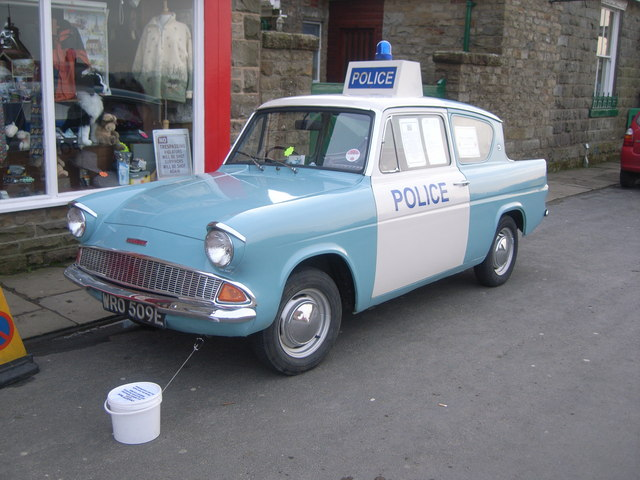
Politieauto van de tv-serie
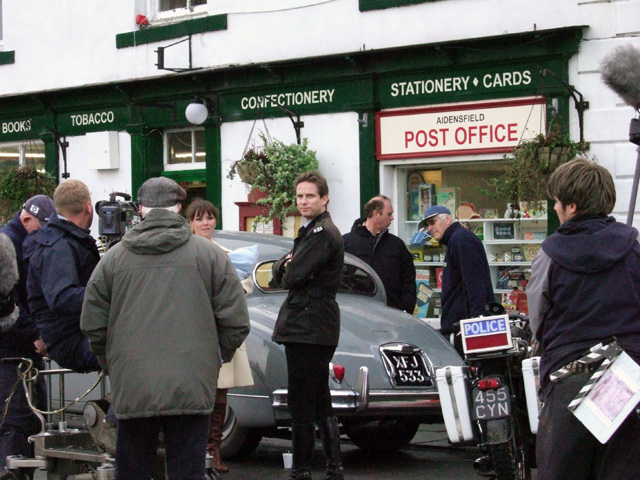
Filmset van Heartbeat
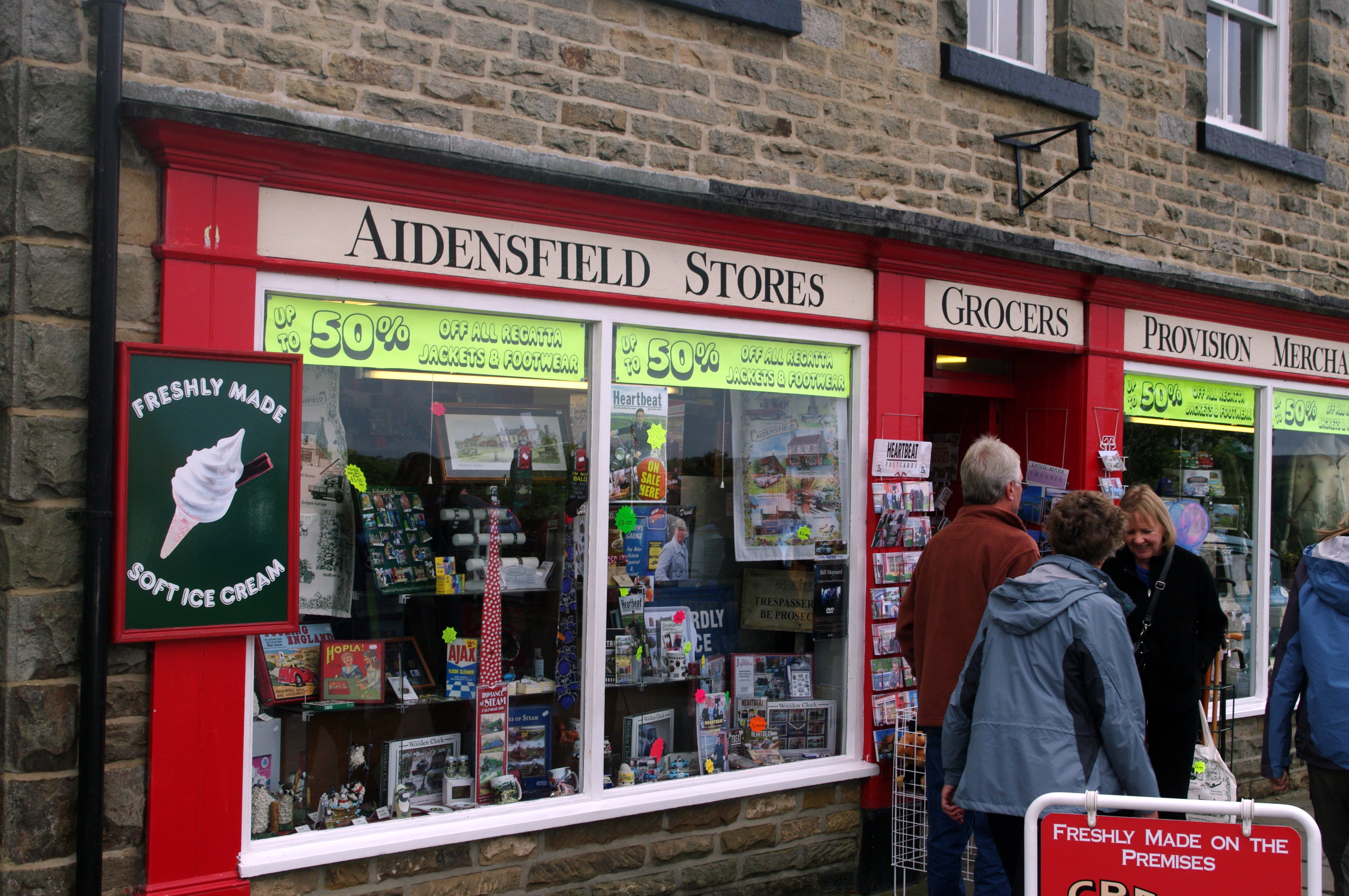
Aidensfield winkeltjes in Goathland
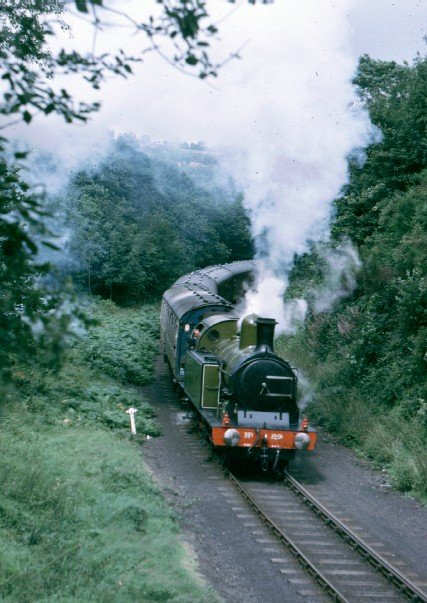
De stoomtrein die veelvuldig in de serie gebruikt werd.
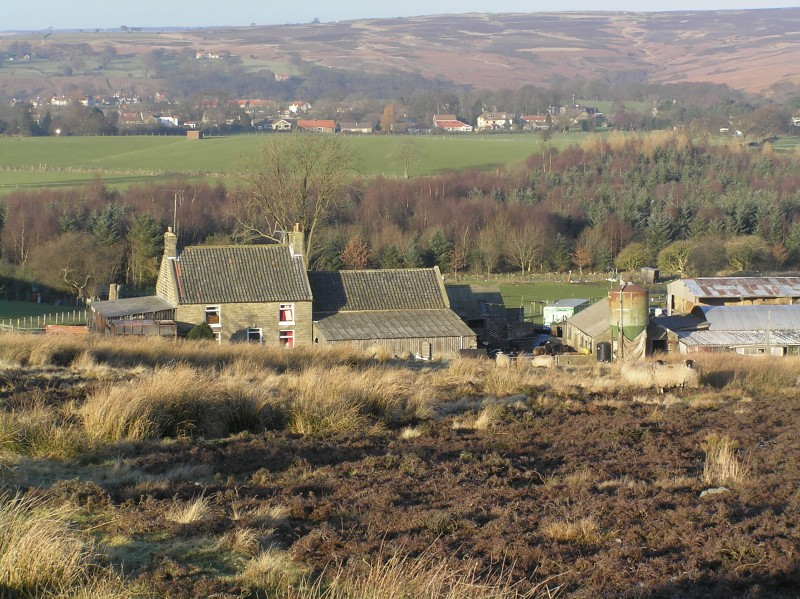
Huis van Greengras
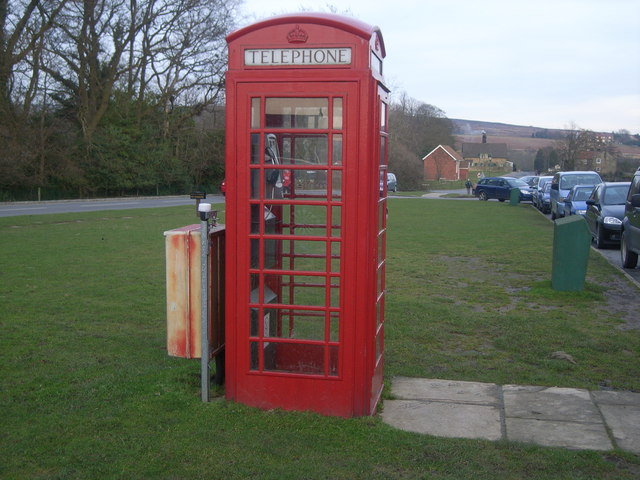
Telefooncel in Aidensfield (Goathland)
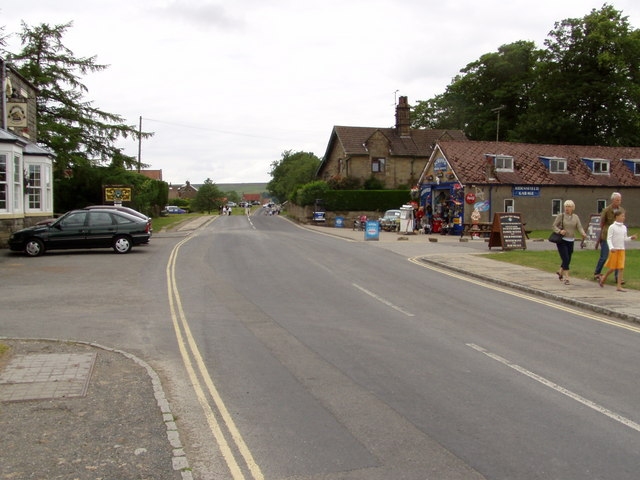
De hoofdstraat in Goathland

### Nicholas RheaConstableboeken[1]
- Constable on the Hill (1979)
- Constable on the Prowl (1980)
- Constable around the Village (1982)
- Constable across the Moors (1982)
- Constable in the Dale (1983)
- Constable by the Sea (1985)
- Constable along the Lane (1986)
- Constable at the Double (1988)
- Constable in Disguise (1989)
- Constable among the Heather (1990)

- Constable by the Stream (1991)
- Constable around the Green (1993)
- Constable beneath the Trees (1994)
- Constable in Control (1994)
- Constable in the Shrubbery (1995)
- Constable versus Greengrass (1995)
- Constable about the Parish (1996)
- Constable at the Gate (1997)
- Constable at the Dam (1997)
- Constable over the Stile (1998)

- Constable under the Gooseberry Bush (1999)
- Constable in the Farmyard (1999)
- Constable around the Houses (2000)
- Constable along the Highway (2001)
- Constable goes to Market (2002)
- Constable Along the River-bank (2002)
- Constable in the Wilderness (2003)
- Constable around the Park (2004)